# Gudao
Gudao (kinesiska: 孤岛镇, 孤岛) är en köping i Kina. Den ligger i provinsen Shandong, i den östra delen av landet, omkring 210 kilometer nordost om provinshuvudstaden Jinan. Antalet invånare är 46 068. Befolkningen består av 22 876 kvinnor och 23 192 män. Barn under 15 år utgör 15,0 %, vuxna 15-64 år 75 %, och äldre över 65 år 8,0 %.
Genomsnittlig årsnederbörd är 653 millimeter. Den regnigaste månaden är juli, med i genomsnitt 240 mm nederbörd, och den torraste är januari, med 7 mm nederbörd.